# Johann Georg Lämmerhirt
Johann Georg Lämmerhirt (* 3. Januar 1763 in Ruhla; † 7. November 1813 in Erbach) war ein deutscher Komponist und Hofbeamter.

## Leben
Johann Georg Lämmerhirts Vater war Johann Kaspar Lämmerhirt (1737–1768), Organist und Lehrer in Ruhla. Ab 1789 studierte er in Göttingen Theologie. 1797 wurde er von Franz I. Graf zu Erbach-Erbach als Hofmeister seiner Söhne verpflichtet. 1798 heiratete er die Schwester von Joseph Martin Kraus, Marianne Kraus (1765–1838), Malerin und Hofdame am Erbacher Hof. Mit ihr hatte er mehrere gemeinsame Kinder. Sein Sohn August Lämmerhirt (* 1806) studierte zwischen 1826 und 1832 ohne Erfolg Rechtswissenschaft in Gießen und erlernte 1832 in Michelstadt die Buchbinderei. Diesem Gewerbe ging er zunächst in Michelstadt und später in Erbach nach. Johann Georg Lämmerhirt wurde nach einiger Zeit Hofrat und Verwalter des Grafen.

## Werke (Auswahl)
- Grande Sonate pour le Piano-Forte [Große Sonate für Klavier] op. 1, André, Offenbach, 1797 RISM ID: 990036030
- Deux sonates faciles à quatre mains pour le pianoforte [Zwei leichte Sonaten für Klavier zu vier Händen] op. 2, André, Offenbach. RISM ID: 990036031 Sie hielten das Mittel zwischen schwer und leicht, seien, wenn auch nicht originell, gut und singbar gesetzt, und in mancherley Betracht angehenden Spielern als gute Übungsstücke zu empfehlen. Rezension in Neue Musikalien aus J. Andrés Verlag zu Offenbach bey Breitkopf und Härtel in Leipzig.. In: Allgemeine musikalische Zeitung, 3. Oktober 1798, S. Spalte 15 (online bei ANNO).